# فرانك وايز (سياسي)
فرانك وايز (بالإنجليزية: Frank Wise)‏ هو سياسي أسترالي، ولد في 30 مايو 1897 في إبسوتش في أستراليا، وتوفي في 29 يونيو 1986 في أستراليا. حزبياً، نشط في حزب العمال الأسترالي.

## مناصب
- انتخب Administrator of the Northern Territory [الإنجليزية]‏ (1 يوليو 1951 – 1 يوليو 1956).
- انتخب Member of the Western Australian Legislative Council ‏ عن دائرة North Province (Western Australia) [الإنجليزية]‏ (22 سبتمبر 1956 – 21 مايو 1971).
- انتخب عضو الجمعية التشريعية لأستراليا الغربية عن دائرة Electoral district of Gascoyne [الإنجليزية]‏ (8 أبريل 1933 – 9 يوليو 1951).
- انتخب Premier of Western Australia [الإنجليزية]‏ (31 يوليو 1945 – 1 أبريل 1947).